# Lignyoptera unicoloraria
Lignyoptera unicoloraria là một loài bướm đêm trong họ Geometridae.